# Lau (prowincja)
Lau – prowincja w Dystrykcie Wschodnim, w Fidżi. W 2017 zamieszkiwało ją 9539 mieszkańców. Powierzchnia Lau wynosi 487 km². Głównym miastem prowincji jest Tubou. Prowincja jest położona w całości na archipelagu Lau.